# Paul Stern

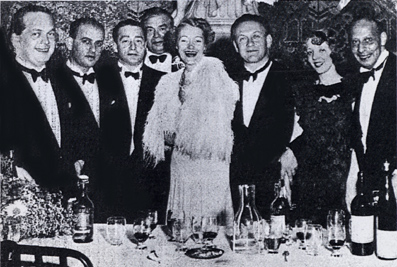
Paul Stern (4e van links) in 1937

Paul Stern (1892 - 1948) was een Oostenrijkse jurist, diplomaat en bridgespeler.
Stern heeft de Österreichischer Bridgesportverband (ÖBV) in 1929 opgericht en was daarvan de eerste voorzitter. In 1935 ontwikkelde hij het Oostenrijkse (Vienna system).
Stern was lid van de Oostenrijkse bridgeteams die in 1932 (Scheveningen) en 1932 (Londen) de Europese kampioenschappen wonnen.
Hij verliet Oostenrijk in 1938 wegens de Anschluss. Hij had na die Anschluss het voor zijn verrichtingen tijdens de Eerste Wereldoorlog verworven IJzeren Kruis teruggestuurd naar de Duitse autoriteiten waarna hij als nummer 11 op de dodenlijst belandde; daarop vluchtte hij naar Engeland. Hij liet zich naturaliseren tot Brits onderdaan.